# 金属半导体场效应管

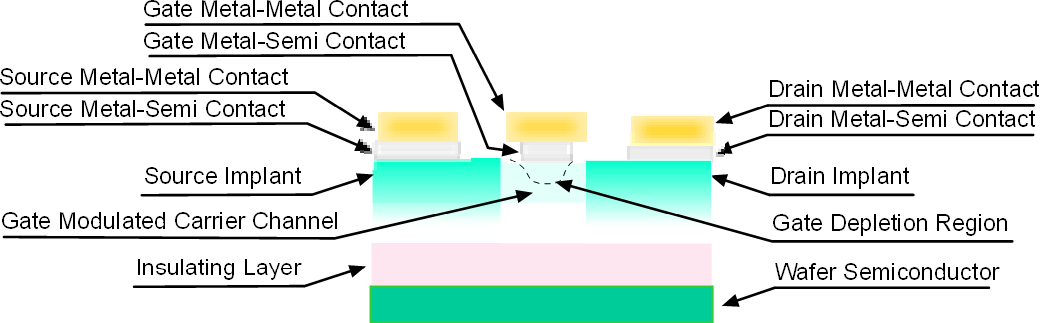
金属半导体场效应管的结构

金属半导体场效应管（英語：metal semiconductor field effect transistor），简称金半场效应管，是一种在结构上与结型场效应管类似，不过它与后者的区别是这种场效应管并没有使用PN结作为其栅极，而是采用金属、半导体接触结，构成肖特基势垒的方式形成栅极。金属半导体场效应管通常由化合物半导体构成，例如砷化镓、磷化铟、碳化硅等，它的速度比由硅制造的结型场效应管或MOSFET更快，但是造价相对更高。金属半导体场效应管的工作频率最高可以达到45 GHz左右，在微波频段的通信、雷达等设备中有着广泛应用。第一个金属半导体场效应管在1966年被发明，其良好的极高频性能在随后的一年即展现出来。在数字电路设计领域，由于数字集成电路的集成度不断提高，因此使用金属半导体场效应管并不如CMOS。